# Saint-Christophe-des-Bois

Saint-Christophe-des-Bois este o comună în departamentul Ille-et-Vilaine, Franța. În 1 ianuarie 2022 avea o populație de 562 de locuitori.